# Bristol Beaufighter
Bristol Type 156 Beaufighter, thường được gọi đơn giản là Beau, là một loại máy bay tiêm kích hạng nặng tầm xa của Anh, được bắt nguồn từ loại máy bay ném bom phóng ngư lôi Beaufort của hãng Bristol Aeroplane Company. Cái tên Beaufighter được ghép từ hai từ "Beaufort" và "fighter".
Không giống như Beaufort, Beaufighter có một sự nghiệp dài và hoạt động ở hầu hết các chiến trường trong Chiến tranh thế giới II, đầu tiên nó làm nhiệm vụ máy bay tiêm kích bay đêm, sau đó làm máy bay tiêm kích-bom, và thậm chí còn thay thế cả Beaufort trong nhiệm vụ máy bay ném ngư lôi. Một biến thể được chế tạo ở Australia nhờ Department of Aircraft Production (DAP) và có tên gọi là DAP Beaufighter.

## Biến thể
Beaufighter Mk IFBiến thể tiêm kích bay đêm 2 chỗ.
Beaufighter Mk IC"C" nghĩa là biến thể cho Bộ tư lệnh Bờ biển; có nhiều sửa đổi để mang bom.
Beaufighter Mk IIDo hiệu năng của Beaufighter, chương trình máy bay ném bom Short Stirling vào cuối năm 1941 đã một có ưu tiên cao hơn cho động cơ Hercules và Mk II trang bị động cơ Rolls-Royce Merlin XX là kết quả của chương trình này.
Beaufighter Mk IIFBiến thể sản xuất của loại tiêm kích bay đêm.
Beaufighter Mk III/IV
Mark III và Mark IV là những chiếc Beaufighter lắp động cơ Hercules và Merlin, khung thân được sửa đổi để mang 6 khẩu pháo và 6 khẩu súng máy. Do chi phí thực hiện các sửa đổi nên chi phí dành cho những chiếc Mark cũng ít đi, kết quả là số lượng máy bay giảm xuống.
Beaufighter Mk VV có tháp pháo Boulton Paul trang bị 4 khẩu súng máy 0.303 in (7.7 mm). Chỉ có 2 chiếc (lắp động cơ Merlin) Mk V chế tạo. R2274 được thử nghiệm bởi A&AEE có khả năng đạt vận tốc 302 mph trên độ cao 19,000 ft.
Beaufighter Mk VIDùng lại Hercules cho phiên bản chính tiếp theo vào năm 1942 là Mk VI, có trên 1.000 chiếc được chế tạo.
Beaufighter Mk VICBiến thể mang ngư lôi, có thể còn có tên khác là "Torbeau".
Beaufighter Mk VIFBiến thể này trang bị radar AI Mark VIII.
Beaufighter Mk VI (ITF)Phiên bản tiêm kích ngư lôi tạm thời.
Beaufighter Mk VIIBiến thể đề xuất do Australia chế tạo với động cơ Hercules 26, không chế tạo.
Beaufighter Mk VIIIBiến thể đề xuất do Australia chế tạo với động cơ Hercules 17, không chế tạ.
Beaufighter Mk IXBiến thể đề xuất do Australia chế tạo với động cơ Hercules 17, không chế tạ.
Beaufighter TF Mk XPhiên bản tiêm kích ngư lôi 2 chỗ. Phiên bản chính cuối cùng (2.231 chiếc) là Mk X.
Beaufighter Mk XICKhông mang ngư lôi, dành cho Bộ tư lệnh Bờ biển.
Beaufighter Mk XIIPhiên bản tầm xa đề xuất với thùng nhiên liệu phụ, không chế tạo.
Beaufighter Mk 21Phiên bản do Australia chế tạo với tên gọi DAP Beaufighter. Lắp động cơ Hercules CVII, 4 khẩu pháo 20 mm ở mũi, 4 khẩu Browning.50 in (12.7 mm) ở cánh và khả năng mang 8 quả rocket 5 in (130 mm) (HVAR), 2 quả bom 250 lb (110 kg), 2 quả bom 500 lb (230 kg) và 1 quả ngư lôi Mk 13.
Beaufighter TT Mk 10Sau chiến tranh, nhiều chiếc Beaufighter của RAF được hoán đổi thành máy bay kéo bia bay.

## Quốc gia sử dụng
- Úc
- Canada
- Séc
- Cộng hòa Dominica
- Israel
- New Zealand
- Ba Lan
- Bồ Đào Nha
- South Africa
- Turkey
- Anh Quốc
- United States

## Tính năng kỹ chiến thuật (Beaufighter TF X)

Jane's Fighting Aircraft of World War II

### Đặc điểm riêng
- Tổ lái: 2 (phi công, sĩ quan hoa tiêu)
- Chiều dài: 41 ft 4 in (12,6 m)
- Sải cánh: 57 ft 10 in (17,65 m)
- Chiều cao: 15 ft 10 in (4,84 m)
- Diện tích cánh: 503 ft²[7] (46,73 m²)
- Trọng lượng rỗng: 15.592 lb (7.072 kg)
- Trọng lượng cất cánh tối đa: 25.400 lb (11.521 kg)
- Động cơ: 2 × Bristol Hercules, 1.600 hp (1.200 kW) mỗi chiếc

### Hiệu suất bay
- Vận tốc cực đại: 320 mph (280 kn, 515 km/h) tại độ cao 10.000 ft (3.050 m)
- Tầm bay: 1.750 mi (1.520 nmi, 2.816 km)
- Trần bay: 19.000 ft (5.795 m) không có ngư lôi
- Vận tốc lên cao: 1.600 ft/phút (8,2 m/s) không có ngư lôi

### Vũ khí
- 4 khẩu pháo 20 mm Hispano Mk III
- Biến thể cho Bộ tư lệnh tiêm kích
  - 4 khẩu súng máy M1919 Browning.303 in (7,7 mm)
  - 2 khẩu súng máy.303 in (7,7 mm)
  - 8 quả rocket RP-3 "60 lb" (27 kg) hoặc 2 quả bom 1.000 lb (450 kg)
- Biến thể cho Bộ tư lệnh bờ biển
  - 1 sún máy Vickers GO hoặc súng máy Browning.303 in (7,7 mm) cho hoa tiêu/quan sát
  - 1 quả ngư lôi 18 in (450 mm)